# حصار لمدائح البحر
حصار لمدائح البحر، مجموعة شعرية من مؤلفات الشاعر العربي الفلسطيني محمود درويش، صدرت في عام 1984، عن دار العودة في بيروت، لبنان.